# PDH
PDH significa "Plesiochronous Digital Hierarchy", termo em inglês para "Hierarquia Digital Plesiócrona". A palavra plesiochronous é originada do grego e significa "quase síncrono".
Ainda antes dos anos 1960, objetivando o atendimento exclusivo de serviços de voz, foi desenvolvida essa tecnologia de hierarquia digital para canais de comunicação onde ocorre multiplexação sucessiva usando-se TDM ("Time Division Mulplexing" ou "Multiplexação por Divisão no Tempo").
Na TDM, bytes (conjuntos de oito bits) são transmitidos em ciclos pelo canal, medindo-se a taxa de transmissão em bits por segundo (bit/s) ou quilobits por segundo (kbit/s).
Os canais da hierarquia PDH são agrupados, formando os níveis hierárquicos. Assim, 32 canais de 64 kbit/s formam um canal com 2,048 Mbit/s, via intercalação seqüencial de bytes, compondo assim um canal de hierarquia de primeira ordem. Este canal é denominado de E1.
Combinações de canais de hierarquia de primeira ordem compõem canais de hierarquia de segunda ordem, através do mecanismo denominado intercalação seqüencial de bits. Quatro canais de 2 Mbit/s (E1), formam um canal de segunda ordem de 8 Mbit/s (E2). Quatro destes formam a terceira ordem em 34 Mbit/s que (E3), por sua vez, formam a quarta ordem em 140 Mbit/s (E4). Chega-se a quinta ordem em 565 Mbit/s (E5).
Devido a razões como imperfeições do canal (combatidas com a utilização de bits de justificação), as taxas de bits dos canais associados podem ser levemente diferentes. O que gerou a demoninação "PDH".
Considera-se a PDH uma tecnologia em descompasso com a evolução dos sistemas de telecomunicação devido à impossibilidade de identificação de canais individuais dentro dos fluxos de bits de hierarquias superiores. Vem sendo substituída por sistemas SDH (Sinchronous Digital Hierarchy).